# InstallJammer
 (février 2013).
Si vous disposez d'ouvrages ou d'articles de référence ou si vous connaissez des sites web de qualité traitant du thème abordé ici, merci de compléter l'article en donnant les références utiles à sa vérifiabilité et en les liant à la section « Notes et références ».
 (février 2013).
InstallJammer est un logiciel libre écrit en C et Tcl permettant de créer des installateurs pour Windows.
Son développement a été interrompu le 6 aout 2011.